# 象肉

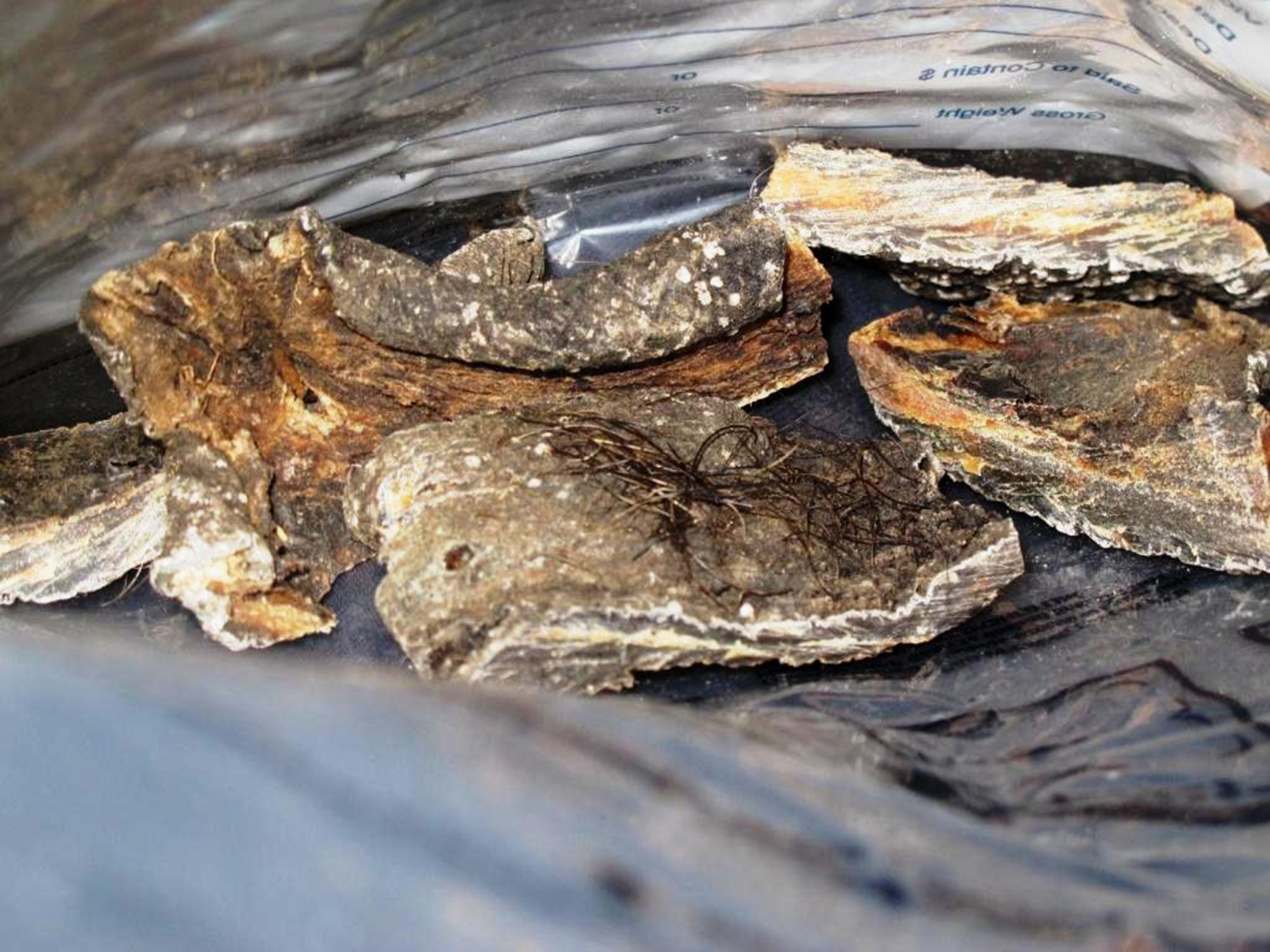
美國海關查獲的象肉

象肉是指大象的肉和其他可食用部分。

## 历史
到旧石器时代中期开始时，非洲社会的狩猎采集者精通利用成群的大象获取肉食。40万年前的海德堡人洞穴中曾经发现了一个现已灭绝的直牙象标本，这具直牙象的骨骼周围散落着燧石工具，这表明这头大象是被当时存在的早期人类部落切割食用的。苏格兰探险家大卫·利文斯通在1861年写给帕默斯顿勋爵的信中描述了他在赞比西探险期间如何吃掉一头大象。

## 需求
一项在四个中非国家对大象肉贸易的调查显示对大象肉的需求大于供应，在城市里这种肉被认为是有声望的，因此比大多数其他肉类的购买成本更高，这激励偷猎者去猎杀大象以獲取肉和象牙。另一个激励来自“指挥官”。这些人是富有的人，通常是在军队、政府或商界有影响力的人，并且以资助大象狩猎而闻名。他们提供金钱、设备和武器。他们的主要目标是获得象牙作为回报，然后出售。
非洲的森林大象通常重约5000至6000磅。虽然象牙的售价可能约为180美元（2007年），但偷猎者可以以高达6000美元的价格出售肉（约1000磅）。但在此期间，生活在刚果盆地的非洲人平均每天收入仅约1美元。肉可能会在外面烧焦并在大象被杀死的地方熏制，以便在运输到人口稠密地区出售时保存。
2007年，大象肉在中非共和国班吉市场的售价为每磅5.45美元。与此同时，偷猎者可以以每磅13.60美元的价格出售象牙。。
2012年，泰国野生动物官员表达了对大象肉消费新口味可能对其生存构成威胁的担忧。当他们发现国家公园里的两只大象被屠杀时，他们警告了这个问题。泰国野生动物管理局局长表示，部分肉是被生吃的。

## 文化
阿萨姆语经文规定了各种肉类，包括大象的肉类，以从疾病中恢复并保持健康，然而佛教僧侣被禁止吃大象肉。
犹太饮食法也禁止大象肉，因为它们没有偶蹄，也不是反刍动物。一些伊斯兰饮食法学者规定，禁止穆斯林吃大象，因为大象属于有牙或食肉动物的禁食类别。 

## 外部連結
- Stiles, D. (2011)中非的象肉贸易：摘要报告，的存檔，存档日期2014-07-14.日期： .
- 非洲大象和丛林肉贸易(PDF)，2002 年 5 月，丛林肉危机工作组 (BCTF)